# Ben Folami
Gbenga Tai Folami, meglio noto come Ben Folami (Sydney, 8 giugno 1999), è un calciatore australiano, attaccante dell'Adelaide Utd e della nazionale australiana.

## Carriera
Nato in Australia, nel 2015 si trasferisce in Inghilterra per unirsi alle giovanili dell'Ipswich Town. Il 22 agosto 2017 debutta in prima squadra, giocando l'incontro di League Cup perso per 2-1 contro il Crystal Palace. Il 2 aprile dell'anno successivo invece, debutta in campionato, giocando l'incontro di Championship pareggiato per 2-2 contro il Millwall. A causa del poco spazio in squadra, nel gennaio 2020 viene ceduto in prestito allo Stevenage, in quarta divisione. Rientrato dal prestito, continua a non trovare spazio in squadra, infatti gioca solo una partita, quella del 6 ottobre 2020 nella vittoria per 2-0 contro il Gillingham nell'EFL Trophy, dove realizza anche una rete. Così, qualche settimana più tardi, viene ceduto in prestito al Melbourne Victory, facendo rientro in patria. Qui fa anche il suo debutto nelle competizioni asiatiche, giocando 5 partite nella fase a gironi della AFC Champions League. Al termine della stagione 2020-2021, viene acquistato a titolo definitivo dagli australiani.

## Statistiche

### Presenze e reti nei club
Statistiche aggiornate al 20 dicembre 2024.
| Stagione                 | Squadra                  | Campionato               | Campionato | Campionato | Coppe nazionali | Coppe nazionali | Coppe nazionali | Coppe continentali | Coppe continentali | Coppe continentali | Altre coppe | Altre coppe | Altre coppe | Totale | Totale |
| Stagione                 | Squadra                  | Comp                     | Pres       | Reti       | Comp            | Pres            | Reti            | Comp               | Pres               | Reti               | Comp        | Pres        | Reti        | Pres   | Reti   |
| ------------------------ | ------------------------ | ------------------------ | ---------- | ---------- | --------------- | --------------- | --------------- | ------------------ | ------------------ | ------------------ | ----------- | ----------- | ----------- | ------ | ------ |
| 2017-2018                | Ipswich Town             | FLC                      | 4          | 0          | FACup+CdL       | 0+1             | 0               |                    | -                  | -                  |             | -           | -           | 5      | 0      |
| 2018-2019                | Ipswich Town             | FLC                      | 0          | 0          | FACup+CdL       | 0               | 0               |                    | -                  | -                  |             | -           | -           | 0      | 0      |
| 2019-gen. 2020           | Ipswich Town             | FL1                      | 0          | 0          | FACup+CdL       | 0               | 0               |                    | -                  | -                  | FLT         | 1           | 0           | 1      | 0      |
| gen.-mag. 2020           | Stevenage                | FL2                      | 2          | 0          | FACup+CdL       | -               | -               |                    | -                  | -                  | FLT         | -           | -           | 2      | 0      |
| lug.-ott. 2020           | Ipswich Town             | FL1                      | 0          | 0          | FACup+CdL       | -               | -               |                    | -                  | -                  | FLT         | 1           | 1           | 1      | 1      |
| 2020-2021                | Melbourne Victory        | AL                       | 17         | 3          |                 | -               | -               | ACL                | 5                  | 1                  |             | -           | -           | 22     | 4      |
| 2021-2022                | Melbourne Victory        | AL                       | 24+2       | 3+0        | CA              | 1               | 0               | ACL                | 1                  | 1                  |             | -           | -           | 28     | 4      |
| 2022-2023                | Melbourne Victory        | AL                       | 26         | 1          | CA              | 1               | 0               |                    | -                  | -                  |             | -           | -           | 27     | 1      |
| 2023-2024                | Melbourne Victory        | AL                       | 26+4       | 2+0        | CA              | 1               | 0               |                    | -                  | -                  |             | -           | -           | 31     | 2      |
| Totale Melbourne Victory | Totale Melbourne Victory | Totale Melbourne Victory | 99         | 9          |                 | 3               | 0               |                    | 6                  | 2                  |             |             |             | 108    | 11     |
| 2024-2025                | Adelaide Utd             | AL                       | 7          | 0          | CA              | 0               | 0               |                    | -                  | -                  |             | -           | -           | 7      | 0      |
| Totale carriera          | Totale carriera          | Totale carriera          | 112        | 9          |                 | 4               | 0               |                    | 6                  | 2                  |             | 2           | 1           | 124    | 12     |

### Cronologia presenze e reti in nazionale
| Cronologia completa delle presenze e delle reti in nazionale ― Australia | Cronologia completa delle presenze e delle reti in nazionale ― Australia | Cronologia completa delle presenze e delle reti in nazionale ― Australia | Cronologia completa delle presenze e delle reti in nazionale ― Australia | Cronologia completa delle presenze e delle reti in nazionale ― Australia | Cronologia completa delle presenze e delle reti in nazionale ― Australia | Cronologia completa delle presenze e delle reti in nazionale ― Australia | Cronologia completa delle presenze e delle reti in nazionale ― Australia |
| Data                                                                     | Città                                                                    | In casa                                                                  | Risultato                                                                | Ospiti                                                                   | Competizione                                                             | Reti                                                                     | Note                                                                     |
| ------------------------------------------------------------------------ | ------------------------------------------------------------------------ | ------------------------------------------------------------------------ | ------------------------------------------------------------------------ | ------------------------------------------------------------------------ | ------------------------------------------------------------------------ | ------------------------------------------------------------------------ | ------------------------------------------------------------------------ |
| 24-3-2022                                                                | Sydney                                                                   | Australia                                                                | 0 – 2                                                                    | Giappone                                                                 | Qual. Mondiali 2022                                                      | -                                                                        | 90’                                                                      |
| Totale                                                                   |                                                                          | Presenze                                                                 | 1                                                                        |                                                                          | Reti                                                                     | 0                                                                        |                                                                          |

## Palmarès

### Club

#### Competizioni nazionali
- FFA Cup: 1

Melbourne Victory: 2021